# Skridskonätet
Skridskonätet är en ideell förening för långfärdsskridskoklubbar som syftar till att underlätta informationsspridning mellan klubbarna och medlemsklubbarnas medlemmar. Föreningen har medlemsklubbar från Sverige, Nederländerna, Finland, Norge och USA. Föreningen bildades formellt 21 januari 2006 men ett föreningsliknande samarbete förekom informellt i flera år före detta datum. Skridskonätet är den organisation inom långfärdsskridskoåkningen som samlar flest långfärdsskridskoklubbar. Samarbetet handlar idag främst om isinformation men också ett mer långsiktigt erfarenhetsutbyte vad gäller utrustnings- och säkerhetsfrågor förekommer. (Dessa erfarenhetsutbyten är icke-normativa.) Verksamheten bedrivs i första hand genom att förmedla isinformation via föreningens egna och medlemsklubbarnas webbplatser. Skridskonätet är även medarrangör till en Iskongress vartannat år med 100–200 deltagande personer från i första hand medlemsklubbarna.